# Sumpter
Sumpter és una població dels Estats Units a l'estat d'Oregon. Segons el cens del 2000 tenia 171 habitants.

## Demografia
Segons el cens del 2000, Sumpter tenia 171 habitants, 95 habitatges, i 51 famílies. La densitat de població era de 30,3 habitants per km².
Dels 95 habitatges en un 6,3% hi vivien nens de menys de 18 anys, en un 49,5% hi vivien parelles casades, en un 2,1% dones solteres, i en un 46,3% no eren unitats familiars. En el 37,9% dels habitatges hi vivien persones soles el 18,9% de les quals corresponia a persones de 65 anys o més que vivien soles. El nombre mitjà de persones vivint en cada habitatge era d'1,8 i el nombre mitjà de persones que vivien en cada família era de 2,31.
Per edats la població es repartia de la següent manera: un 7,6% tenia menys de 18 anys, un 3,5% entre 18 i 24, un 17% entre 25 i 44, un 48% de 45 a 60 i un 24% 65 anys o més.
L'edat mediana era de 55 anys. Per cada 100 dones de 18 o més anys hi havia 122,5 homes.
La renda mediana per habitatge era de 27.188$ i la renda mediana per família de 31.000$. Els homes tenien una renda mediana de 28.750$ mentre que les dones 35.625$. La renda per capita de la població era de 16.518$. Aproximadament el 6,5% de les famílies i el 10,2% de la població estaven per davall del llindar de pobresa.

## Poblacions més properes
El següent diagrama mostra les poblacions més properes.